# Deep Roy
Gurdeep "Deep" Roy, född 26 januari 1949 i Nairobi i Kenya, är en kenyansk-brittisk skådespelare och stuntman. Han är mest känd för sin roll i Kalle och chokladfabriken där han spelar alla Oompa-Loompier.

## Filmografi
| Film | Film                                              | Film               | Film     |
| År   | Film                                              | Roll               | Notering |
| ---- | ------------------------------------------------- | ------------------ | -------- |
| 1976 | Rosa Pantern slår igen                            |                    |          |
| 1979 | Licensed to Love and Kill                         | Därg               |          |
| 1979 | Die Brut des Bösen                                | Van Bullock        |          |
| 1980 | Blixt Gordon                                      | Fellini            |          |
| 1982 | The Sender                                        |                    |          |
| 1982 | Den mörka kristallen                              |                    |          |
| 1983 | Mini Gulliver                                     | Mini Gull          |          |
| 1983 | Jedins återkomst                                  | Droopy McCool      |          |
| 1984 | Greystoke: The Legend of Tarzan, Lord of the Apes |                    |          |
| 1984 | Den oändliga historien                            | Teeny Weeny        |          |
| 1985 | Return to Oz                                      | Plåtmannen         |          |
| 1985 | Starship                                          | Grid' not 'Kid     |          |
| 1986 | Weekend Warriors                                  | Little Girl        |          |
| 1987 | Going Bananas                                     | Bonzo              |          |
| 1988 | Alien from L.A.                                   | Mambino            |          |
| 1989 | Rising Storm                                      | Joker Arroyo       |          |
| 1989 | Lethal Woman                                      | Grizabella         |          |
| 1990 | Disturbed                                         | Marty              |          |
| 1991 | Howling VI: The Freaks                            | Toones             |          |
| 1992 | The Resurrected                                   |                    |          |
| 1993 | Freaked                                           | George Ramirez #3  |          |
| 1994 | Dickwad                                           |                    |          |
| 1995 | Under the Hula Moon                               | Buss chaufför      |          |
| 1998 | Mafia!                                            | Small Hitman       |          |
| 2000 | Grinchen – julen är stulen                        |                    |          |
| 2001 | Apornas planet                                    |                    |          |
| 2003 | Spökhuset                                         | Hitchhiking Ghost  |          |
| 2003 | Big Fish                                          | Mr. Soggybottom    |          |
| 2004 | Surviving Eden                                    | Indian Mo          |          |
| 2005 | Kalle och chokladfabriken                         | Oompa-Loompa       |          |
| 2005 | Corpse Bride                                      | General Bonesapart |          |
| 2009 | Star Trek                                         | Keenser            |          |
| 2009 | Transformers: Revenge of the Fallen               | Gränsvakt          |          |